# Montagna Viglieri
La Montagna Viglieri è un monte a Nord della Terra di Nord Est (Nordaustlandet), anch'essa un'isola a Nord-Est delle Isole Svalbard.

## Descrizione
La Montagna Viglieri (in norvegese: Viglieriberget) è un ampio monte al settentrione della Orvin Land (Austfonna) nell'isola della Terra di Nord-Est (Nordaustlandet) dell'Arcipelago delle Svalbard.
Il rilievo montuoso si getta direttamente sull'Oceano artico di fronte alle isole del gruppo Kjerulfoya; ad Ovest ha la penisola di Behouneckodden, con il ghiacciao (Nilsenbreen), mentre ad Est il gruppo montuoso è di spalla all'insenatura della Baia di Norman (Normanbukta). L'altezza rispetto al livello medio del mare è di 207 m.
Coordinate geografiche decimali: lat = 80.212685 N, lon = 25.516363 E.

## Denominazione
La Montagna Viglieri prese il nome in onore al navigatore ed idrografo Alfredo Viglieri che partecipò quale Ufficiale di bordo, alla terza missione per il Polo Nord del Dirigibile Italia, ed alla quale sopravvisse dopo lo schianto dell'aeronave sul pack artico nel 1928, a nord della Terra di Nord-Est (Nordaustlandet)
Il 25 Maggio 1928, poco prima delle ore 10, stando al disopra delle nubi, al volgere della drammatica perdita di quota, Alfredo Viglieri insieme ad Adalberto Mariano Ufficiale Navigatore stimarono la posizione dell'aeronave a lat.: 81° 45' N, e lon.: 25° 24' E, a 72 miglia nautiche a Nord-Est dell'Isola Ross (Rossøya).
il 26 Maggio 1928 alle ore 2, avendo il Sole sotto le nubi, Mariano e Viglieri fecero il punto geografico, stimando una distanza di 30 miglia nautiche a Nord dell'Isola Carlo XII (80°49'26.1" N, 20°21'21.1"E).